# 藤井諒
藤井 諒（ふじい りょう、1990年4月27日 - ）は、日本の元ラグビーユニオン選手。

## プロフィール
- 愛知県出身。
- ポジションはナンバーエイト(No8)、フランカー(FL)。
- 身長 183cm、体重 96kg
- 7人制日本代表に選ばれたことがある[1]。

## 略歴
2009年、西陵高校卒業後、中央大学に入学する。なお西陵高校時代、高校日本代表スコッドに選ばれ、第32回高校東西対抗試合の参加メンバーに選出された。　
2012年、中央大学ラグビー部の主将に就任した。
2013年、中央大学卒業後、トヨタ自動車ヴェルブリッツに加入。同年12月1日に行われたジャパンラグビートップリーグ2ndステージ第1節の東芝ブレイブルーパス戦に途中出場で公式戦初出場を果たす。 
2020年、現役を引退した。